# سنگ رسوبی

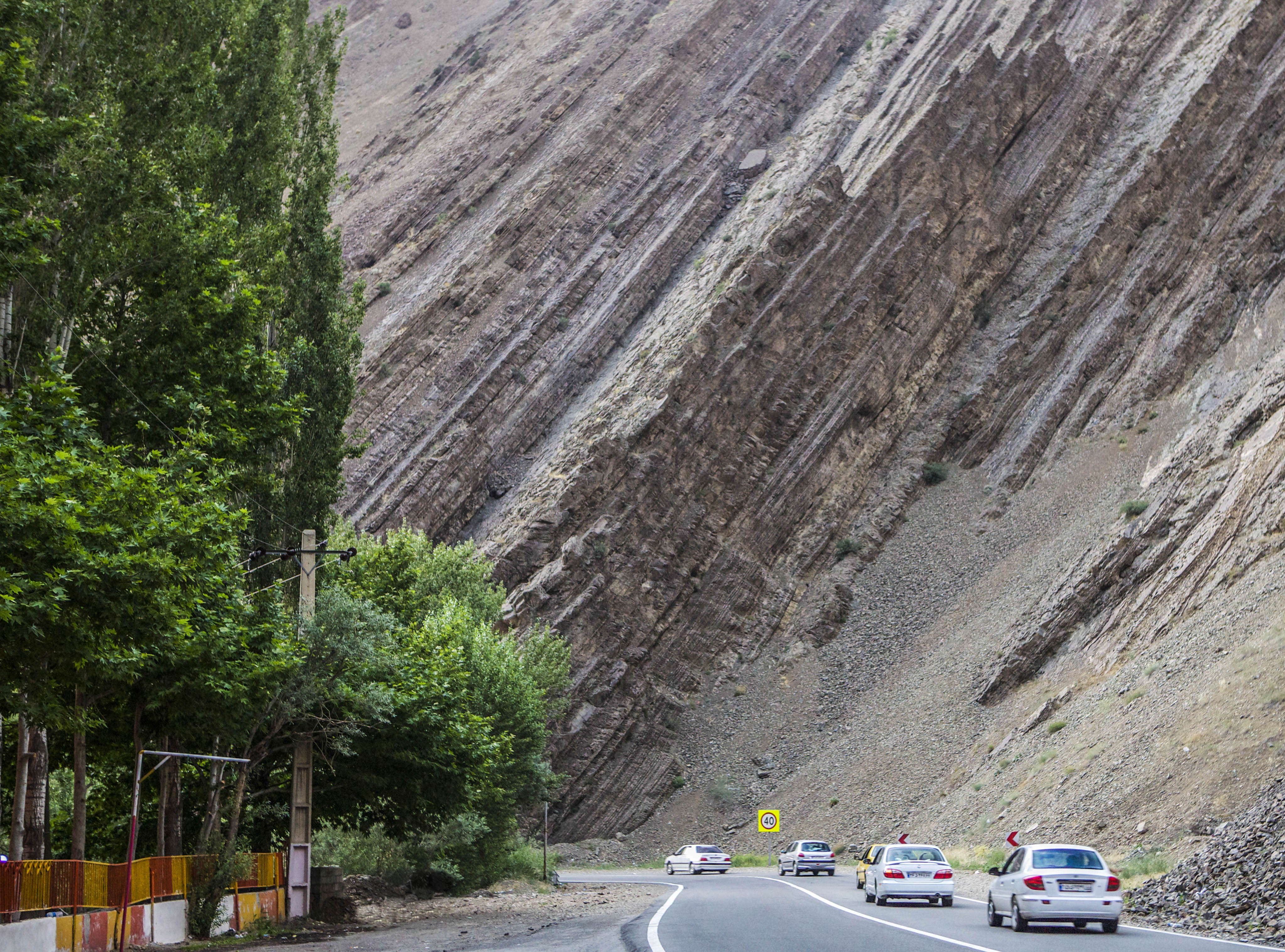
صخره متشکل از سنگ‌های رسوبی در جاده چالوس واقع در شمال ایران

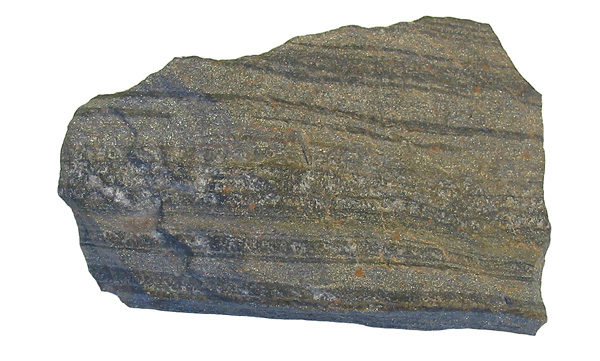
تشکیل نواره‌های آهن

سنگ رسوبی، به سنگی گفته می‌شود که بر اثر ته‌نشین شدن مواد موجود در آب به وجود می‌آید. رودها مقدار زیادی مواد را با خود به دریاها و دریاچه‌ها می‌برند. این مواد به دلیل سنگینی به ته دریا می‌روند. روی هم قرار می‌گیرند و پس از سفت شدن سنگ‌هایی را به وجود می‌آورند که به آن‌ها سنگ‌های رسوبی گفته می‌شود. سنگ‌های رسوبی لایه‌لایه‌اند که رنگ یا جنس هر لایه با لایه دیگر متفاوت است. امکان دارد این نوع سنگ فسیل هم داشته باشد. ریگ، شن، سنگ‌های آهکی و کنگلومرا نمونه‌هایی از سنگ‌های رسوبی هستند.
سنگ‌های رسوبی تقریباً تمام سطح قاره‌ها را پوشش می‌دهند ولی به‌طور کلی ۸٪ از کل سنگ‌های پوسته را در بر می‌گیرند. سنگ‌های رسوبی فقط لایه نازکی روی پوسته هستند. مطالعه سنگ‌های رسوبی و این قشر نازک روی زمین اطلاعات زیادی دربارهٔ سطح به ما می‌دهد که برای مهندسی عمران مفید است به‌طور مثال در ساخت جاده‌ها، خانه‌ها، تونل‌ها، کانال‌های آب یا سازه‌های دیگر. همچنین سنگ‌های رسوبی منبع مهمی برای منابع طبیعی مانند زغال سنگ، سوخت‌های فسیلی، آب یا سنگ‌های معدنی است.
مطالعه سنگ‌های رسوبی منبع اصلی دست یافتن به تاریخچه زمین و تاریخچه حیات است. در سنگ‌های رسوبی معمولاً لایه‌های زیرین از لایه‌های بالایی قدیمی تر هستند.

## رسوبی شدن
رسوبی شدن اسمی است که برای فرایندی که باعث می‌شود کانی‌ها یا مواد معدنی از یک محلول به سرعت فرونشینند یا ته‌نشین شوند. قبل از ته‌نشینی رسوبات در ناحیه اصلی ایجاد می‌شوند و سپس با آب، باد، یخ، ذرات حجیم یا یخچال‌ها جابجا می‌شوند.

## انواع
گروه‌های اصلی سنگ‌های رسوبی به شرح زیر است:
- رسوبات سیلیسی آواری:
  - کنگلومراها
  - برش‌ها
  - ماسه‌سنگ‌ها
  - گل‌سنگ‌ها
- رسوبات بیوژنیک، بیوشیمیای و آلی:
  - سنگ‌های آهکی
  - چرت‌ها
  - فسفات‌ها
  - زغال و شیل نفتی
- رسوبات شیمیایی:
  - تبخیری‌ها
  - سنگ‌های آهن‌دار
- رسوبات آذر آواری:
  - رسوبات اتوکلاستیک
  - رسوبات ریزشی (رسوبات پیروکلاستیک)
  - رسوبات جریانی (رسوبات ولکانی کلاستیک)
  - هیدروکلاستیک‌ها
  - رسوبات اپی کلاستیک